# Ganascus ptinoides
Ganascus ptinoides is een keversoort uit de familie schijnsnoerhalskevers (Aderidae). De wetenschappelijke naam van de soort werd in 1878 gepubliceerd door Eugene Amandus Schwarz.